# E3 Harelbeke 2010
De E3 Harelbeke 2010 is de 53e editie van de wielerklassieker E3 Harelbeke en werd verreden op 27 maart 2010. Fabian Cancellara kwam na 210 kilometer als winnaar over de streep.

## Wedstrijdverloop
Vierentwintig renners kozen uiteindelijk het hazenpad na het eerste uur: Maxime Vantomme (Katusha), Kevin Hulsmans (Quick Step), Sébastien Hinault (Ag2r), Jawhen Hoetarovitsj en Frédéric Guesdon (beide Française des Jeux), Glenn D'Hollander (Omega Pharma-Lotto), Maarten Tjallingii (Rabobank), Sébastien Rosseler (RadioShack), Dominic Klemme en Kasper Klostergaard (beide Saxo Bank), Jeremy Hunt en Dominique Rollin (beide Cervélo), Koen Barbé (Landbouwkrediet), Floris Goesinnen en Steve Houanard (beide Skil-Shimano), Stijn Neirynck, Gregory Joseph en Kristof Vandewalle (allen Topsport Vlaanderen), Gorik Gardeyn (Vacansoleil), Vitalij Boets (Lampre), Chris Sutton (Team Sky), Mathieu Claude (Bbox), Jackson Stewart (BMC) en Stefan van Dijk (Verandas Willems). Bizar genoeg hielden de renners van Euskaltel-Euskadi de voorsprong van de vluchters klein, hoewel de Baskische ploeg geen ambities koesterde voor de Vlaamse voorjaarsklassiekers. Tjallingii en Rosseler trokken het gas open op iets meer dan zestig kilometer van de meet, en alleen Vantomme en Klostergaard konden hun tempo nog volgen.
Tjallingii nam vooraan de leiding op de Taaienberg, voor Vantomme en Rosseler. De vier resterende vluchters hadden nog een voorgift van een minuut op het peloton, toen reeds onder leiding van ploegen als Sky en Quick-Step–Innergetic. Op de Taaienberg testte de Belgische kampioen Tom Boonen (Quick-Step) de benen, zoals hij dat op die helling meestal deed. Boonen gebruikte de vooraan geloste Jackson Stewart (BMC) als een springplank, en Greg Van Avermaet (Lotto), Juan Antonio Flecha (Sky) en William Bonnet (Bbox) trachtten Boonens tred te volgen. Boonen rolde de overige vluchters achter elkaar op, maar het viertal vooraan bleef wel buiten schot. De Taaienberg zorgde niet voor een grote schifting in het peloton. Met zo'n zestig man trok de groep der favorieten richting Ronse, waar de Oude Kruisens de renners opwachtte. Sky en Quick-Step namen het voortouw, terwijl Saxo Bank het tempo had onderhouden toen de 24 vluchters een vrijgeleide kregen. De Zwitserse kampioen en topfavoriet Fabian Cancellara (Saxo Bank) had met Kasper Klostergaard een helper bij de kop van de wedstrijd. De vier leiders begonnen met een minuut voorsprong op het peloton aan de helling. De beloftevolle Belg Jens Keukeleire (Cofidis) moest in het peloton de rol lossen op de Oude Kruisens, onder impuls van de mannen van Sky. De vier leiders kregen zowaar nog tien seconden bonus na de Oude Kruisens. Luca Paolini (Acqua e Sapone) keerde op de helling terug in het peloton na een lekke band. Na de doortocht in Ronse nam Quick-Step over van Sky, met Maarten Wynants, Sylvain Chavanel en Stijn Devolder die in dienst kwamen rijden van Tom Boonen. Quick-Step gidste het peloton naar de Paterberg, waarmee Boonen de tegenstand leek te verwittigen.
Op de Paterberg haakten de Belgen Sébastien Rosseler en Maxime Vantomme vooraan af. Maarten Tjallingii en Kasper Klostergaard wilden samen verder, hoewel de vluchters aan de voet van de Paterberg slechts dertig seconden over hadden. Boonen draaide als eerste de Paterberg op en plaatste een aanval. Maarten Wynants liet een gat vallen. Fabian Cancellara en Juan Antonio Flecha zaten wel goed gepositioneerd om Boonen te volgen, maar omdat Wynants zijn kopman Boonen liet rijden, moesten Cancellara en Flecha een inspanning leveren om Boonen terug te halen. Flecha reed met lange halen het gat dicht en Cancellara volgde. De vluchters werden opnieuw niet overvleugeld door Boonen en compagnie. Vantomme en Rosseler konden na de Paterberg opnieuw aansluiten bij Tjallingii en Klostergaard. Boonen, Cancellara en Flecha wisten zich op de Paterberg te onderscheiden van de andere favorieten. De Duitser Marcus Burghardt (BMC) probeerde in de achtergrond nog het wiel van Cancellara te houden, maar Burghardt kwam iets te kort. De Italiaanse kampioen Filippo Pozzato (Katjoesja), winnaar in 2009, had de slag op de Paterberg gemist en moest achtervolgen. Het trio Boonen, Cancellara en Flecha zou naar de vier leiders rijden. Op 39 kilometer van Harelbeke vond de samensmelting plaats.
Rabobank leidde in het hart van de Vlaamse Ardennen de achtervolging op (toen) zeven leiders, beseffende dat Maarten Tjallingii vooraan zijn inspanningen niet tot het einde zou kunnen rekken. Met de Nederlanders Lars Boom en Sebastian Langeveld en de Duitser Paul Martens had de Nederlandse ploeg nog drie kaarten achter de hand. Pozzato bengelde tussen de kop van de wedstrijd en de Rabobank-brigade. In het zog van de renners van Rabobank volgde een duo van Vacansoleil: Marco Marcato en kopman Björn Leukemans. De vijf holden echter achter de feiten aan. De volgende helling was de Oude Kwaremont, waar uiteindelijk zeven leiders aan begonnen. Tjallingii, Vantomme, Rosseler en Klostergaard zaten toen duidelijk door hun beste krachten heen. Op de Oude Kwaremont namen Boonen, Cancellara en Flecha afscheid van de vier eerste vluchters. Het leek er na deze laatste helling ook steeds meer op dat ze het onder elkaar zouden gaan uitvechten. Niemand had de bedoeling om nog weg te rijden. Hoewel voor Rabobank de koers nog niet verloren was, verliep de achtervolging op de leiders namelijk erg moeizaam. De vijf achtervolgers raapten na de heuvels Pozzato op. Boonen, Cancellara en Flecha sprokkelden een minuut op de tandem Rabobank en Vacansoleil en Filippo Pozzato.
Op twee kilometer van de streep viel Cancellara aan. Boonen gokte op zijn eindsprint en lokte Flecha uit zijn tent om het gat dicht te rijden. De Spanjaard slaagde er niet in om Cancellara terug te nemen. Op een rotonde nam Boonen over van Flecha en met een forse sprint probeerde de Belg ultiem naar de Zwitser toe te rijden. Tevergeefs: Boonen moest gaan zitten en de tijdrijder in Cancellara hield Boonen en Flecha op vier fietsen afstand. Boonen schudde het hoofd en vroeg Flecha om een overname. Cancellara reed verder weg en won solo de wedstrijd. Boonen sprintte naar de tweede plaats, op drie seconden van Cancellara. Tom Boonen verzuimde hierdoor alweer het record van zichzelf en Rik Van Looy te verbreken. Boonen en Van Looy hadden de E3 vier keer gewonnen.

## Uitslag
| Plaats  | Naam                | Ploeg           | Tijd     |
| ------- | ------------------- | --------------- | -------- |
| Winnaar | Fabian Cancellara   | Team Saxo Bank  | 4u44'34" |
| 2       | Tom Boonen          | Quick Step      | +0'03"   |
| 3       | Juan Antonio Flecha | Team Sky        | z.t.     |
| 4       | Filippo Pozzato     | Katjoesja       | +0'50"   |
| 5       | Lars Boom           | Rabobank        | z.t.     |
| 6       | Sebastian Langeveld | Rabobank        | z.t.     |
| 7       | Björn Leukemans     | Vacansoleil     | z.t.     |
| 8       | Paul Martens        | Rabobank        | z.t.     |
| 9       | Marco Marcato       | Vacansoleil     | +0'58"   |
| 10      | Fabio Felline       | Footon-Servetto | +3'16"   |